# HD132851
HD132851 — хімічно пекулярна зоря спектрального класу A4, що має видиму зоряну величину в смузі V приблизно  5,8.
Вона  розташована на відстані близько 324,9 світлових років від Сонця.

## Фізичні характеристики
Зоря HD132851 обертається 
досить швидко 
навколо своєї осі. Проєкція її екваторіальної швидкості на промінь зору становить  Vsin(i)=112км/сек.